# Список серій аніме «Gantz»
Аніме-серіал «Gantz» — це адаптація манґи, спочатку розрахована для продажу на DVD і опублікована холдингом Gonzo. Режисером виступив Ітіро Ітано. Аніме складається з 26-ти серій, які іноді ділять на дві частини, по 13 серій у кожному. Сюжет манґи повторюють тільки двадцять одна серія з 26, інші п'ять — плоди уяви сценаристів серіалу, покликані завершити адаптацію, бо оригінал ще продовжував публікуватися. У них розповідається про місію, в якій куля зробила ціллю самого Куроно, що призвело до розколу в групі на дві частини, які билися між собою. Під час показу на японському телебаченні першої частини на каналі Fuji TV, аніме-серіал потрапив під сильну цензуру, прибрали сцени насильства та еротики. У результаті вийшло тільки 11 серій, бо більш ніж 40 хвилин було вирізано. Друга частина серіалу показувалася вже без цензури на каналі AT-X. На DVD аніме вийшло без цензури. Крім японської мови аніме вийшло у світ на: англійській, французькій, іспанській, італійській, німецькій та португальській мовах.

## Список епізодів

### Частина перша
| Номер | Назва                                                      | Дата показу в Японії |
| --- | ---------------------------------------------------------- | -------------------- |
| 01 | Новий ранок почався «(新しい朝が来た)»                     | 12 квітня 2004       |
| Кей Куроно, егоїстичний підліток, повертався додому, коли в метро зустрічає свого друга дитинства – Като Масару. Після того, як безхатченко падає на рейки, Като вирішив допомогти, але він не в змозі впоратися сам, тому прохає Кея допомогти. Підлітки зуміли врятувати п'яницю, але при цьому обидва потрапили під поїзд. Замість того, щоб померти хлопці потрапили в дивну кімнату, яку неможливо покинути, з чорною кулею та іншими померлими людьми: шкільний вчитель, політик, біловолосий підліток, собака, двоє якудз і таємничий хлопець на ім'я Нісі. Незабаром, прямо на руки Кея, була телепортована оголена дівчина, яку, пізніше, намагався зґвалтувати один із бандитів, але Като завадив йому. |                                                            |                      |
| 02 | Вони не люди «(人間じゃねぇ)»                              | 19 квітня 2004       |
| Раптом починає грати музика, «Rajio no kohemi», на передній панелі чорної кулі, з’являтися букви. Там було написано, що люди, які зібралися в кімнаті повинні вбити Цибулинного прибульця. Після цього відкриваються інші панелі, в яких знаходиться зброя і костюм. Більшість бере лише зброю, за виключенням Кея, який вирішив одягнути костюм. Раптом, всіх людей почали переносити з кімнати на вулицю, одного із спальних районів міста. Нісі показує чоловікам радар, на якому показне місце знаходження прибульця, і каже що за його вбивство буде дана нагорода. Всі за виключенням політика, Куроно, Като і дівчини ідуть на пошуки цілі. Вони ж починають шукати дорогу додому, але відійшовши від місця телепортації, голова політика зривається. У цей час чоловіки знаходять прибульця, який виявився гуманоїдом із зеленою шкірою і сильним запахом цибулі. Вони намагаються вбити його, одночасно дізнаючись принцип дії виданої їм зброї, але він намагається втекти від них. У результаті шкільний вчитель і блондин знешкоджують прибульця, але це побачив батько цибулевого і дуже гнівається.                                             |                                                            |                      |
| 03 | Кей-чан неймовірний «(計ちゃん、すっげえ)»                 | 19 квітня 2004       |
| Старший Цибулин прибулець впадає в сильну лють і по черзі вбиває людей. Двоє якудз, шкільний вчитель і блондин помирають, за лічені хвилини, в той час як Нісі зникає. Потім, прибулець скидає Като зі схилу, хлопець не зумів вистрілити, і починає гнатися за Куроно. Тікаючи від монстра Кей вирішив сплигнути зі сходів, думаючи що так він отримає шанс на спасіння, але з невідомих причин, він летить аж до підніжжя схилу. Погано приземлившись, Куроно падає і прибулець наздоганяє його, але Като зумів схопити монстра, тим самим даючи час на постріл. Але Кей не зміг зробити постріл, через що Масаро ранять, артерії на зап'ясті розрізані. Побачивши це Курон впадає в лють і показуючи неймовірну силу почав бити прибульця. У результаті чого монстр отримав жахливі травми і обидві його руки були зламані. У цей час з нікуди з’являється Нісі і випускає щось на зразок сітки, яка обплутує прибульця. Хлопець дуже сильно заохочує Кея добити монстра. |                                                            |                      |
| 04 | Час дізнатися результати «(それぢわ、 ちいてんをはじぬる)» | 27 травня 2004       |
| Куроно не може вистрілити і випускає пістолет із рук. Нісі телепортує прибульця і каже, що всі хто вижили зможуть повернутися додому. Кей і дівчина кинулися до Като, але він не реагував на їх слова і дії. Після цього їх всіх по одному почали переносити до кімнати. Повернулися назад тільки: Нісі, Като, собака, дівчина і Като, який чудом вижив. Всі вони були без поранень. На кулі з’являються слова «Час роздавати бали», всі за виключенням Нісі, який отримав 3 і в сумі мав 90, отримали 0 балів. Після цього, Нісі пояснив, що Ганц(чорна куля) копіює, як факс, людей які померли і примушує їх узяти участь у грі. На питання чому Нісі не допоміг іншим, хлопець відповів, що так краще було для отримання балів, бо ціль втрачала пильність. Всіх це дратує, а Куроно навіть погрожує йому пістолетом, але той стає невидимим і покидає кімнату. Коли Кей прокинувся в кімнаті, він побачив по новинам інформацію про смерті померлих учасників гри та розуміє, що все що відбулося не було сном, коли побачив костюм, який лежав в його квартирі на стільці.                                                                              |                                                            |                      |
| 05 | Це означає, що час ... «(っていうことは あの時)»           | 4 травня 2004        |
| Закінчивши з місією Кей, Като і дівчина на таксі їдуть додому з кімнати з кулею. Коли під’їхали до будинку дівчини, вона виходячи назвала своє ім’я - Кей Кісімото. На наступний день Куроно іде до школи, де нам показують його друзів. Один із них, заради власної безпеки, підставляє Кея і тепер він повинен прийди до хуліганів після школи. НА одній із перерв для захисних цілей одягає, в туалеті, костюм виданий йому ганцом. Пізніше, ми бачимо, як людина, яку залякували хулігани, збирала свої зуби. Тренер секції карате, побачивши цю сцену стає на сторону побитого хлопця, але він теж зазнав поразки. Кей пропонує заплатити гроші, але це лише розлючує главу банди. Куроно збуджується, уявляючи голене тіло Кісімото, що активує костюм. У результаті, Кей побив главу хуліганів, а інші члени банди розбігаються. У цей час, ми дізнаємося про життя Като, який живе зі своїм молодшим братом у своєї тітки, яка при будь-якій нагоді ображає їх. А Кісімото, повернувшись додому, дізнається, що насправді вона вижила, і є двійником, у якого немає куди податися. В кінці епізоді, показується як Кісімото знаходить двері дому Кея. |                                                            |                      |
| 06 | Ура!!! «(やったああああっ)»                                | 11 травня 2004       |
| Кісімото відвідує Кея і прохає залишитися в нього жити, навіть, як домашня тваринка. Куроно погоджується і вони разом проводять вечір. Після того, як Кісімото приймає душ, вона лягає до ліжка Кея, бо він не має іншого спального місця для неї. Куроно пропонує їй секс, але вона відмовляється і розповідає, як їй важко від розуміння того, що вона лише копія, а справжня Кісімото продовжить своє спокійне життя. В той же час, Като дізнається, що над його братом фізично знущається тітка. Крім того, нам розповідається історію про Тетсу, байкера який одружений і має дитину. |                                                            |                      |
| 07 | Ви під дулом пістолета «(狙ってるぜ)»                      | 18 травня 2004       |
| Тітка Като знущається над ним і його молодшим братом, не даючи їм їжу і б'ючи. Але Масаро виступає проти неї не даючи вдарити брата і вимагає харчування для нього. Йдучи до школи Като розмірковує над становищем в якому опинився. У той же час Кей і Кісімото йдуть по магазинах, де Куроно хоче купити багато їжі для дівчини і підійшовши до каси бачить жінку, що була в метро під час його смерті. В шоці він вибігає не заплативши. Повертаючись в квартиру, Кісімото просить його разом з нею піти подивитися на її будинок в останній раз, на що Кей погоджується. В школі Като вв'язується в сварку з хуліганами вступивши за однокласника. У результаті, йому назначають зустріч після в школи в туалеті, де він стикається з більш старшими хуліганами. Але Като перебив їх усіх, при чому уявляючи свою тітку на їх місці. Коли Кей і Кісімото підходять до будинку дівчини, вона починає плакати побачивши, що Нісі казав правду, про помилки Ганца і вони є всього лише копіями. |                                                            |                      |
| 08 | Це погано ... «(やべぇ!)»                                  | 25 травня 2004       |
| Кісмото розповідає Кею, що вона кохає Като. Тим часом, показуються сутичку байкерів під час, якої помирають чотири хлопці. Сцена змінюється, і ми бачимо молодого парубка, який везе дівчину на своєму велосипеді. Їх а також бабусю з внуком збиває вантажівка, водій якої заснув за кермом. Після цього, в кімнату з кулею переноситься 13 гравців. Като намагається розповісти всім про павила гри, чим дуже розлючує Нісі. Їхньою цілею в цей раз буде Танака, схожий на робота прибулець, який любить солодощі і птахів. Одночасно з цим, Кей розуміє, що він залишив свій костюм вдома, а нового він не отримає. |                                                            |                      |
| 09 | Миттєве вбивство «(ソッコー殺す)»                          | 1 червня 2004        |
| Кей намагається сказати Като, що він не має костюму, але Масаро не слухає його, бо намагається поясними правила і переконати всіх надягнути спорядження. В результаті, лише Куроно і три байкера залишилися без екіпіровки. Нісі починає глузувати з Кея, коли дізнається в чому річ. Він каже, що користі від чужого костюма немає зовсім та його починає все дратувати. Нісі говорить, що вони всі лише конкуренти і немає сенсу об'єднуватися. А також він каже, що вони всі загинуть. Не змігши зтерпіти, один із байкерів вистрелює в нього, з одного з пістолетів, які видає куля, але нічо не відбулося і він намагається вдарити Нісі, на що отримує постріл в голову, та вона вибухає. Після чого, Ганц починає перенесення і Куроно потрапляє на вулицю, де на нього прямує прибулець. |                                                            |                      |
| 10 | Юзо? «(裕三君)»                                            | 8 червня 2004        |
| Кей, який немає костюму, зумів не вв'язатися в бійку з прибульцем. В той час, як Нісі, в канаві, стикається з іншим Танакою, при цьому його обладнання погано функціонує. По-перше, він втрачає здатність бути невидимим, по-друге, зброя виходить з ладу і вибухає в його руках. І нарешті, його костюм виходить з ладу, не витримавши нанесених пошкоджень. Нісі просить про допомогу, але інші гравці не хочуть йому допомагати, через його нещодавню поведінку. Незважаючи на своє тяжке положення, він відмовляється вибачитися, але Като, не витримавши, стрибає в канаву, щоб допомогти. |                                                            |                      |
| 11 | Він не може стріляти «(あいつは撃てない)»                  | 8 червня 2004        |
| Като намагається врятувати Нісі, але було вже надто пізно. Прибулець випускає звукову хвилю, прямо в голову, від чого лопаються барабані перепонки і вибухають очі. Нісі благає когось убити Танаку. Като, втративши свій пістолет, обхватує прибульця і стискає зі усієї сили, від чого оболонка лопається і з неї з'являється великий птах. Кей використовуючи зброю, переносить Танаку. Частина гравців намагаються піти, але коли, покинувши периметр, в одного з гравців вибухає голова, вони всі назад біжать до канави. Нісі просить Ганца скоріше перенести їх до кімнати, але група думає, що як і в минулий раз, у цій місії буде не одна ціль і вони не повернуться доки не знищать всіх прибульців. Нісі, відчуваючи жахливий біль, розповідає всім про свою ненависть до суспільства і всі його дії були, іще для того щоб вижити та повернутися. Він розповідає, що для виходу зі гри треба набрати 100 балів і просить маму пробачити його за, тільки, 90 балів. |                                                            |                      |
| 12 | Като, чекай тут «(加藤くんは待っていて)»                   | 15 червня 2004       |
| Команда розбивається на групи. Като, Кісімото і Ходзьо вирушили на пошуки інших прибульців і знаходять цілих 5 Танак. Масару знешкоджує одного, але інші оточують його. Кісімото рятує Като вбиваючи прибульця і тим самим відволікає їх. Користуючись моментом хлопці захоплюють двох Танак і змушують їх вийти із оболонки. Костюм Като виходить із ладу. Один із птахів намагається повернутися в кокон, але не встигає і задихається. У цей момент, інші два прибульці тікають і натикаються на бабусю з онуком. Захищаючи нащадка стара помирає, але хлопчик не захотів залишити бабусю і повернувся, через що і загинув. Тим часом, Кей, Хару і Тетсу заходять в будинок і натикаються на шість прибульців і гігантського птаха, який скоріш за все є босом цієї місії. |                                                            |                      |
| 13 | Помри будь-ласка…. «(死んで下ちい)»                        | 22 червня 2004       |
| Ходзьо і Кісімото добивають двох прибульців. У цей час, Кей намагається наблизитися до боса, але одне із пташенят починає клювати його в шию і він зняв його з плеча і поклав на підлогу. Це розлютило присутніх прибульців і Куроно загрожує застрілити боса, але постріл не мав ефекту на птаха, але змусив інших випускати звукові хвилі. Постріли і звукові хвилі призводять до обвалу всього будинку, але Кей встигає вибратися і радіє, думаючи, що здолав їх усіх. Але бос вилітає з-під завалів і, схопивши Хару, починає кружляти в повітрі. Потім птах відпускає хлопця, який на щастя вижив, і береться за Кея. Група каже Куроно, щоб він тікав, але він говорить, що йому це набридло і він знищить монстра. Він намагається вистрілити, але промахується і прибулець хапає його і підіймає високо в небо. Кей, стріляючи в птаха, зумів підірвати йому голову і падає на дах будинку. Після чого починається телепортація і всі, хто вцілів, потрапляють у кімнату з Ганцом. Като отримує 5 балів, Кісімото і Ходзьо по 10, а Кей цілих 38. |                                                            |                      |

### Частина друга
| Номер | Назва                                                             | Дата показу в Японії |
| --- | ----------------------------------------------------------------- | -------------------- |
| 14 | Прощавай … «さようなら»                                           | 26 серпня 2004       |
| У Като виникає конфлікт з тіткою, через побиття нею його молодшого брата. У результаті, брати Масару покидають будинок опокупів. Кей втомлюється від постійних розмов Кісімото про Като і прямо про це їй каже, при цьому нагадує, що вона живе в нього за його рахунок. Відчувши себе винною, дівчина покидає квартиру Куроно і на останок кажу, що він “дійсно класний”. Тетсу тестує свій пістолет, отриманий від Ганца, розуміє, що він працює і поза грою теж. Спочатку він намагається продати його в оплату боргу, але над ним лише посміялися і почали вимагати гроші. Тетсу, використавши пістолет, вбиває вимагача. Коли ж він повернувся додому, його дружина повідомляє його проте що він був звільнений з роботи і починає підозрювати його в зраді, тому що в ніч гри його телефон був виключений. Піддавшись емоціям, Тетсу погрожує застрілити її, але заспокоївшись, він виходить з будинку, щоб купити своїй дитині молока. Дорогою з магазина він стикається з бандою. Вихопивши пістолет він погрожує їм, але вони, вирішивши, що це іграшка, лише почали глузувати з нього. Під дією емоцій Тетсу викрикує ім'я Ганца, через що його голова вибухає. |                                                                   |                      |
| 15 | Скоро, я хочу піти! «早くイキてぇっ»                              | 2 вересня 2004       |
| Кісімото, без місця для проживання, тиняється по вулицях міста. У той час, Кей фантазує про секс з Кісімото, розуміючи, що шкодує, про слова які він сказав їй. Куроно одягає костюм і кричить Ганцу, щоб той повернув його в гру. І він телепортується в кімнату, де знаходиться 9 нових людей. Будиський священик намагається взяти ситуацію під свій контроль і намагається переконати всіх, що вони знаходяться в чистилищі. Всі розуміють, що не померли і знаходяться в Токіо, бо з вікна видно токійську вежу. Між Като і Кеєм виникне сварка і Куроно виходить в сусідню кімнату, куди за ним пішла молода жінка на ім'я Сакураока. Вона намагається заспокоїти його і питає, що може зробити для того, щоб допомогти. Куроно просить її зайнятися з ним сексом, і вона погоджується. Ганц показує нову ціль, яка є двома буддистськими статуями. Кісімото хотіла покликати Кея і побачила його з Сей. Куроно переконує Сакураоку одягнути костюм, але більшість все ж таки не одягли їх. |                                                                   |                      |
| 16 | Це я! «俺がやる»                                                  | 9 вересня 2004       |
| Частина учасників, яких переконав Като, одягають костюми. Починається телепортація і гравці опиняються перед буддистським храмом. На відміну від попередніх місій у цей раз замість одної години на місію відводиться півтори. Священик починає панікувати і кричати, що всі вони потраплять в пекло. Дехто намагається повернутися додому, але в хлопця, що йшов першим вибухає голова, і Като переконує всіх повернутися. На задньому дворі храму показуються два хлопці, які наспівуючи пісню «Rajio no kohemi», бейсбольними битами б'ють безхатченка, того самого що врятували Кей і Като на початку серіалу. На вході стоять дві гігантські статуї, які за словами Ганца і є цілями цієї місії, подивившись через приціл зброї вони один з гравців бачить, що в них є кістки. Не витримавши, Куроно розбиває ворота храму, чим розгнівав прибульців, що ожили. |                                                                   |                      |
| 17 | Чи можна стріляти в них? «こいつら撃っていいんだろ»               | 16 вересня 2004      |
| Оживші статуї атакують гравців. Кей намагається атакувати одного із них, але він ухиляється і в результаті руйнується стіна храму. Буддійський священик молиться, щоб зупинити іншу статую, але це не має ніякого ефекту і вона просто наступила на нього. Безхатченко, якого в метро врятували Кей і Като, намагаючись врятуватися біжить в сторону бійки, щоб врятувати його дехто з гравців відвертає увагу мисливців на безпритульних, але бій з прибульцями поновлюється з новою силою. Статуя атакує Като і збиває його з ніг, побачивши це Кісімото біжить, щоб врятувати Масаро. Прибулець намагається ще раз вдарити, але Кей серією пострілів атакує ворога. У той час, як «мисливці на бродяг» вбивають безхатченка. |                                                                   |                      |
| 18 | Ласкаво просимо назад «おかえり»                                  | 23 вересня 2004      |
| Куроно добиває прибульця. Команда, натхнена перемогою Кея, хоче напасти на червону статую, але вона виявилася сильнішою за зелену. Куроно випереджує всіх і починає бійку з прибульцем. На допомогу Кея приходять інші гравці, але їхні спроби не нанесли значної шкоди статую. Куроно вдалося потрапити в одну із ніг прибульця, але той не впав і залишився стояти. Кей іде в атаку і знищує руку ворога, але хлопця захоплює статуя. Декількома прицільними пострілами один з гравців наносить низку серйозних ран і Куроно добиває прибульця. Але на цьому гра не закінчилася, з’являється більше десятка статуй, хоч і меншого розміру. |                                                                   |                      |
| 19 | Що це, чорт забирай? «なんじゃ、ありゃあっ»                       | 30 вересня 2004      |
| У той час як деякі гравці борються з малими прибульцями, з будівлі храму виходить колосальна статуя. Спроби команди зупинити статую не мали жодного ефекту, тоді вони вирішили сконцентрувати стрільбу на ногах. Це теж не принесло потрібно результату, але на щастя вони уникли смерті. Кей стріляє в голову статуї і робить значну дірку, через яку пролазить в середину прибульця. Після чого ворог падає намертво, а Куроно виходить із гіганта. |                                                                   |                      |
| 20 | Стріляй в мене «俺を撃てっ»                                       | 7 жовтня 2004        |
| Група Като знаходять мертвого безхатченка, що в черговий раз показує який насправді світ жорстокий. Вони починають бій з надзвичайно швидким прибульцем, якого в результаті вбиває снайпер. Тим часом, інша група натикається на велику кількість ворогів. Один з гравців помирає, а двоє інших біжать до групи Като за допомогою. Коли вони прибувають на місце подій, вони знаходять Ходзе і Садако мертвими, їх тіла були розрізані на дві частини. Прибулець атакує Като, але Кісімото захищає його від кислоти та померла в нього на руках. Це дуже розгнівало Кея і він атакує золоту статую з багатьма руками, але вона лікує себе і атакуючи Куроно наносить йому серйозні рани. Його підіймає Сакураока і разом з Като відступає. Кей просить Масаро застрілити його, через надто сильний біль. |                                                                   |                      |
| 21 | Брат? «兄ちゃん»                                                  | 14 жовтня 2004       |
| Като стріляє в ногу Кею, чим зупиняє корозію. Двоє гравців атакували статую, але вона з легкістю вбиває їх. Снайпер без перестану стріляє в кінцівки прибульця, але він продовжує відновлюватися. У відповідь статуя випускає лазерний промінь, що вбиває стрільця. Сакураока, захищаючи Кея, вступає в бій з прибульцем та ударом ноги потрапляє в горщик з кислотою, що потрапляє на ворога і опікає половину тіла. Але на відміну від попередніх ран, ця не загоюється. Прибулець знову використовує лазерний промінь та вбиває Сакураоку. Після цього не звертаючи уваги Куроно, статуя атакує Като. Хлопець зумів розстріляти ворога, але з його оболонки з’являється зелений прибулець з безліччю рук, якими він атакує Масаро. Като дістає меч і відрізує спочатку руки, а потім і голову ворогу, але хвіст монстра пронизує серце хлопця, убиваючи його. Лише один Куроно телепортується до кімнати, де він плаче за померлими друзями. За місію Кей набирає нікчемні 8 балів, незважаючи на всі його зусилля, у підсумку він має 46. Він не звертаючи на це жодної уваги вимагає ганца повернути всіх, але куля ігнорує його і він покидає кімнату у самоті.     |                                                                   |                      |
| 22 | Ніколи не повторюй це! «二度と言うな»                             | 21 жовтня 2004       |
| Ледве переживши останню місію, Кей знову потрапляє в кімнату через декілька тижнів. Цього разу гравцями є люди, які вже зустрічалися в серіалі починаючи з 1 серії та якимось чином вплинули на життя Куроно. Нам показують як помер кожен новий учасник. Опинившись в кімнаті, ніхто, крім Кея, нічого не розумів та всі хотів дізнатися, що з ними трапилося та що тут відбувається. Ганц, цього разу замість прибульця, ціллю місією робить Кея Куроно. |                                                                   |                      |
| 23 | Прибулець Куроно «玄野星人»                                       | 28 жовтня 2004       |
| Група гравців підозрюють Куроно в тому, що він прибулець,якого потрібно знищити. Мисливці на волоцюг і вчитель Кея вирішують вбити хлопця, але інші хотіли б обговорити це спочатку. Вони наставляють зброю на Куроно, але він вихопив пістолет. Почалася телепортація і гравці опинилися на даху з великою вивіскою. Опинившись на місці, всі бачать галюцинації в яких Кей або вбивця або людина яку вони найбільше бояться. Самому Куроно привиділося, що це мисливці на волоцюг убили Като. Зрештою один з гравців стріляє в Кея. Всі починають переслідувати хлопця по всій будівлі, зрештою вони зустрічаються в одній кімнаті. Старший мисливець на волоцюг, бере дівчину, яка спочатку вірила Кею в заручники та вимагає його здачі. |                                                                   |                      |
| 24 | Немає лабіринту, з якого немає виходу! «出られない迷宮はないんだ» | 4 листопада 2004     |
| Кей знову бачить галюцинацію, цього разу йому здається Кісімото замість жінки, що взяли в заручники. Коли Рюдзі випускає пістолет, щоб вдарити її, Куроно атакує його, вдаривши об стіну, та тікає разом з нею. Коли вони йдуть, вона каже, що забула там дуже важливу для неї книжку, ту саму яку Сакураока просила забрати з магазину, і те що її потрібно забрати. Кей, висадивши її з вікна, повернувся назад, де мисливці на волоцюг сперечалися з іншою частиною групи. Власник книгарні, Фурута, запитує Рюдзі, чи він вбивав безхатченків, на що він признається в цьому. Мурото стверджує, що його змусили знущатися над бездомними. Після появи Кея, мисливці тікаю, а Фурута дає Куроно закривавлену книжку. Після чого на пошуки Рюдзі та Мурото відправляються чоловіки. Коли вони їх знайшли, відбулася сутичка. |                                                                   |                      |
| 25 | Давай повернемося живими «生きて帰ろうぜ»                         | 11 листопада 2004    |
| Решта гравців починають переслідувати Мурото і Рюдзі. Але більшість помирає від рук мисливців на бродяг. Рюдзі прив’язав до себе вибухівку підриває себе, намагаючись забрати Кея з собою та той світ. Доля Куроно залишається невідомою. |                                                                   |                      |
| 26 | Будь ласка Живи! «生きてくれ»                                     | 18 листопада 2004    |
| Кей і Мурото зустрічаються у вирішальній битві, в якій розповідається минуле мисливця на волоцюг. Дівчина, що допомагала Куроно, отримує тяжке поранення. Кей перемагає, але замість того щоб вбивати опонента він переносить його за допомогою спеціального пістолета. Таймер на кулі зупиняється за 5 секунд до кінця, але дівчина помирає, а Куроно переносять в метро, в той час як помер в першій серії. Кей знову намагається перегнати поїзд, а паралельно згадує всіх друзів, що потрапили йому під час гри. Куроно зупиняється повертається до поїзда обличчям і роблячи жест, який схожий на постріл, кричить "Bang!". Таймер добіг кінця і куля зникає із кімнати. Невідомо чи живий Кей та показується як поїзд проїхав на пустій станції метро. |                                                                   |                      |